# Bert Toorman
Bert Toorman (Vlaardingen, 2 april 1958) is een Nederlandse architect. Toorman ontwierp de Mevlana Moskee in Rotterdam.

## Loopbaan
Toorman studeerde aan de TU Delft in de richting Architectuur en Bouwtechniek. Na tal van freelance-opdrachten in samenwerking met Nol Heuvelhorst, treedt Bert Toorman toe in de maatschap Heuvelhorst Architecten. In die tijd ontwerpt hij naast de Mevlana Moskee ook de Suleymaniye Moskee in Tilburg. In 2001 richt hij zijn eigen bureau op, Toorman Architecten Schiedam.